# Kaple svatého Ferdinanda Kastilského (Zaječice)
Kaple svatého Ferdinanda III. Kastilského v Zaječicích je pozdně barokní římskokatolická sakrální stavba nacházející se na bývalé návsi osady. Kaple patřila do duchovní správy farnosti Bečov u Mostu, která zanikla 31. prosince 2012 a od 1. ledna 2013 je spravována z farnosti Vtelno u Mostu. Od 27. května 2002 je kaple památkově chráněna.

## Historie
Kaple byla postavena na náklady místního sedláka Mathiase Loose v letech 1767-1769 jako poděkování za objev pramene hořké minerální vody, nacházejícího se nedaleko od vlastní obce. Mathias Loos na této minerální vodě zbohatl. Tato minerální voda jako výtěžek z přírodního léčivého zdroje vešla ve známost pod názvem Zaječická hořká. Kaple byla v období komunistické totality zdevastována. Poškozená kaple byla od roku 2007 v rekonstrukci při níž byla opatřena novou střechou.

## Popis
Jedná se zděnou omítnutou stavbu na obdélném půdorysu s trojbokým presbytářem. Její fasády člení pilastry a lizénové rámy, nad vstupem je štít a zvonička ve střeše.